# Гараяльде
Гараяльде (исп. Garayalde) — посёлок в департаменте Флорентино-Амегино провинции Чубут (Аргентина).

## История
В 1947 году инженер Хулио Висенте Канесса предложил президенту Хуану Доминго Перону проложить газопровод из города Комодоро-Ривадавия в Буэнос-Айрес (газопровод «Комодоро-Ривадавия — Буэнос-Айрес»). Спустя 2 года было проложено более 1600 километров труб диаметром 25 сантиметров. В Гараяльде была установлена компрессорная установка компании Gas del Estado. Здесь был построен микрорайон для проживания работников. В настоящее время в посёлке находится одна установка компании Transportadora de Gas del Sur.